# Jizhou (Hengshui)
Jizhou (chinesisch 冀州区, Pinyin Jìzhōu Qū) ist ein Stadtbezirk der bezirksfreien Stadt Hengshui in der Provinz Hebei. Er hat eine Fläche von 920,7 km² und zählt 362.013 Einwohner (Stand: Zensus 2010).

## Administrative Gliederung
Auf Gemeindeebene setzt sich die kreisfreie Stadt aus vier Großgemeinden und sieben Gemeinden zusammen. 

## Persönlichkeiten
- Song Aimin (* 1978), Diskuswerferin